# Dusmareb
Dusmareb (en somali : Dhuusamareeb, en arabe : دسمريب, en italien : Dusa Mareb) est la capitale de l'État de Galmudug, au centre de la Somalie. La ville sert également de capitale administrative de la province de Galguduud.
Historiquement, la ville était connue sous le nom de Daar Dheer ou simplement Dardher, mais plus tard, le nom de la ville a changé pour Dusamareb, également orthographié Dhusamareb.

## Population
En 2016, le district de Dusmareb dans son ensemble comptait 390 407 habitants. La population de la ville est issue des sous-clans Hiraab, Habar Girdir et Marehan.

## Éducation
Il existe de nombreuses universités réparties dans la ville, la plus importante étant l'Université Dusmareb, qui délivre des diplômes de premier cycle.

## Infrastructures de transport
Le transport aérien à Dusmareb est assuré par l'aéroport d'Ugaas Nur.

## Hôpitaux
Plusieurs centres de santé existent dans la ville, parmi lesquels l'hôpital général de Dusmareb.

## Ressortissants notables
- Dr Abdiqasim Salad Hassan — 5e président de la Somalie
- Abdiweli Mohamed Ali Gaas — 15e Premier ministre de Somalie et ancien président du Puntland
- Abdi Farah Shirdon — 16e Premier ministre de Somalie
- Ahmed Abdisalam Adan — Ancien vice-Premier ministre de Somalie
- Cheikh Mohamed Shakir — Ancien ministre en chef de Galmudug
- Magool — Célèbre chanteur somalien
- Hassan Dahir Aweys — Ancien colonel militaire somalien et ancien chef du Hizbul Islam
- Aden Hashi Farah Aero — Ancien chef d'Al-Shabaab
- Mahad Mohamed Salad — Sénateur somalien et ancien ministre des Affaires présidentielles.
- Abdulkadir Hersi Siyad ( Yamyam) — Poète et dramaturge
- Shire Jama Ahmed — Linguiste somalien